# Oberhochstatt
Oberhochstatt ist ein Gemeindeteil der Großen Kreisstadt Weißenburg in Bayern im Landkreis Weißenburg-Gunzenhausen (Mittelfranken, Bayern). Die Gemarkung Oberhochstatt hat eine Fläche von 20,673 km². Sie ist in 1628 Flurstücke aufgeteilt, die eine durchschnittliche Flurstücksfläche von 12698,69 m² haben. In ihr liegen neben dem namensgebenden Ort die Gemeindeteile Gänswirthshaus, Kehl, Niederhofen und  Schleifer am Berg und die Wohnplätze Glaserhaus, Kreuzwirtshaus und Ziegelstadel.

## Geographie

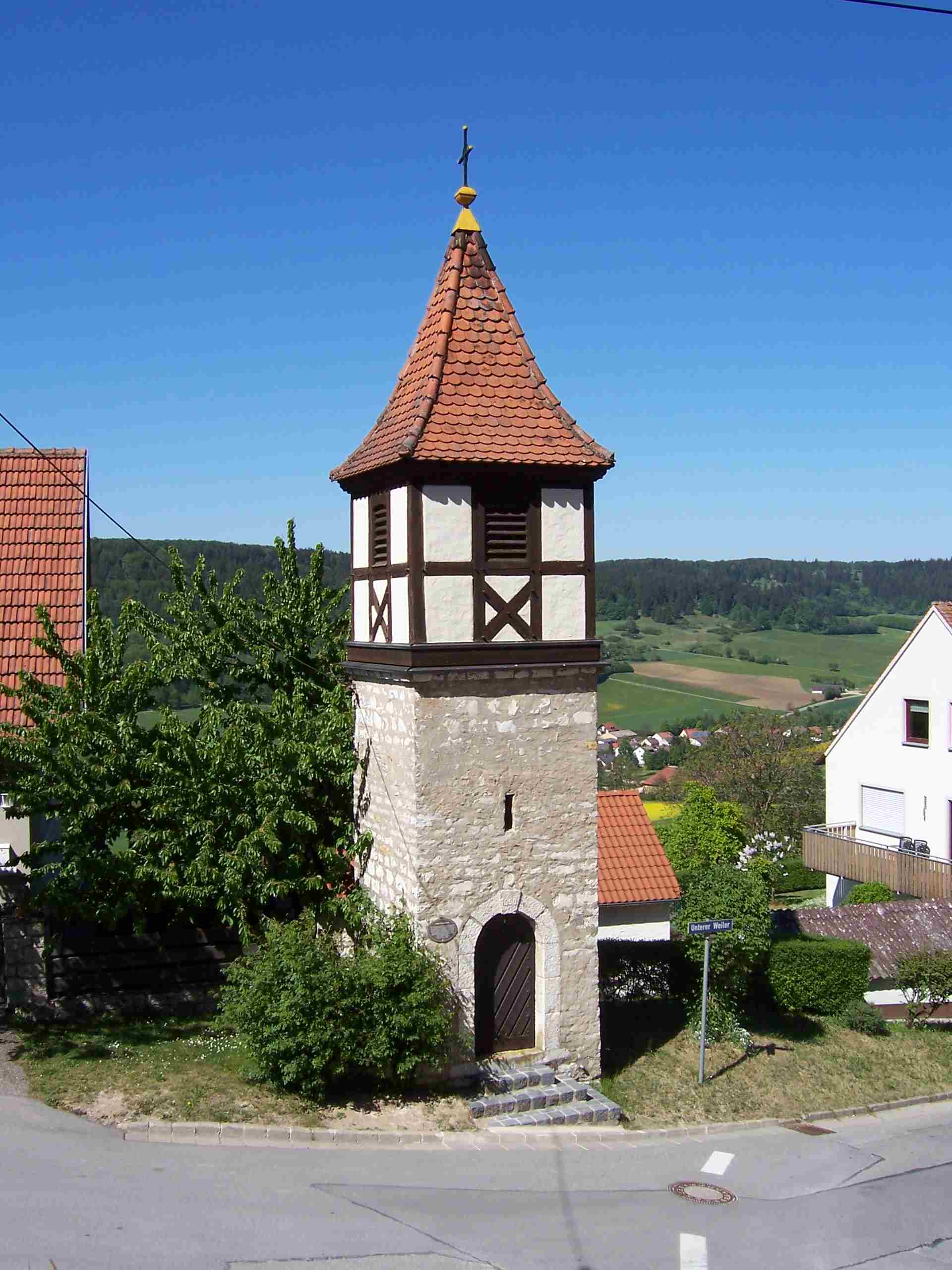
Der Kehler Glockenturm wurde 1950 errichtet, nachdem Oberhochstatt für seine Kirche ein neues Geläut erhalten hatte und eine Glocke nicht mehr untergebracht werden konnte

Das Pfarrdorf unterteilt sich in das jüngere Obere Dorf auf einer Jurahochfläche mit vielen Jurahäusern und in das ältere, rund 70 Höhenmeter tiefer gelegene Untere Dorf mit der Dorfkirche.
Durch Oberhochstatt fließt der Bösbach, der in Ortsnähe entspringt. Durch den Ort verläuft die Staatsstraße 2228, die nach Burgsalach und zur Bundesstraße 13 führt. Von dieser geht die Kreisstraße WUG 13 nach Indernbuch ab. Gemeindeverbindungsstraßen führen nach Niederhofen und Kaltenbuch. Nördlich des Ortes befindet sich seit 1986 das 45 Hektar große Naturschutzgebiet Quellhorizonte und Magerrasen am Albtrauf bei Niederhofen. Südlich liegt der Weißenburger Stadtwald, östlich das Waldgebiet Wildhau. Weißenburg ist rund 4 km weiter westlich. Nahe dem Ort sind der Rohrberg und die Steinerne Rinne bei Rohrbach. Oberhochstatt liegt direkt auf der Europäischen Hauptwasserscheide und ist damit hydrologisch gesehen „zweigeteilt“.

## Geschichte
Das fränkische Oberhochstatt wurde 899 als Hohenstat erstmals urkundlich erwähnt. Der Ortsname weist auf die Lage als „hochgelegene Wohnstätte“ hin. Bis ins 14. Jahrhundert hinein gehörte das Dorf dem Kloster Wülzburg und kam dann zu den Markgrafen von Ansbach. 1422 wurde Oberhochstatt während des Bayrischen Krieges niedergebrannt. Die Reformation wurde 1528 eingeführt. Trotz Planungen im 19. Jahrhundert dauerte bis in die 1950er Jahre, bis die Gemeinde Oberhochstatt an die Wasserleitung angeschlossen wurde. Die Kanalisation wurde ab 1962 erbaut. In den 1950er Jahren zogen rund 260 Heimatvertriebene nach Oberhochstatt. Am 10. Juli 1970 erhielt die Gemeinde ein Wappen. Dieses zeigt das frühere Wappen des Klosters Wülzburg und wurde durch einen schwarzen Pflug in silbernem Feld ergänzt.
Am 1. Mai 1978 wurde die ehemals selbstständige Gemeinde Oberhochstatt mit seinen Gemeindeteilen Oberhochstatt, Gänswirthshaus, Häuser am Wülzburger Berg, Kehl, Niederhofen und  Schleifer am Berg im Zuge der Gemeindegebietsreform nach Weißenburg eingemeindet.

### Einwohnerentwicklung des Pfarrdorfes
- 1900: 0457 Einwohner[7]
- 1925: 0443 Einwohner[8]
- 1950: 0506 Einwohner[9]
- 1961: 0468 Einwohner[10]
- 1970: 0509 Einwohner[6]
- 1987: 0529 Einwohner[11]

## Sehenswertes

### Bodendenkmäler
Bodendenkmäler besitzt der Ort mit dem Kastell Oberhochstatt, wo es jedoch noch keine Ausgrabungen gab. Der Rätische Limes mit den Wachposten 43, 42 und 41 der Strecke 14 befand sich nur 1,4 km weiter nordöstlich. Beim Wachposten 14/41 auf einer Höhe von 612,8 m ü. NHN ist der höchste Punkt des Raetischen Limes. Die untertägigen Bestandteile der Pfarrkirche St. Martin und ihrer Vorgängerbauten sind ebenfalls ein Bodendenkmal. Nahe Oberhochstatt gibt es mehrere Funde von Siedlungen der Vorgeschichte und der Römerzeit.

### Pfarrkirche St. Martin
Die Pfarrkirche St. Martin (evangelisch-lutherisch; 512 m ü. NHN) ist ein Baudenkmal und wurde im Jahr 1185 vom Bischof Otto von Eichstätt geweiht, wobei der Vorgängerbau, auf dessen Fundamenten die Kirche erbaut wurde, vermutlich sehr viel älter war. Der Baumeister Blasius Berwart wurde am 23. Juli 1589 in der Kirche begraben. Im 17. Jahrhundert musste sie neu aufgemauert werden. 1718 wurde sie erneuert und der Kirchturm nochmals aufgestockt. Der barocke Turmhelm wurde zwischen 1769 und 1771 hinzugefügt und hat eine spindelförmige Spitze. Die Ausstattung wurde 1872 bis 1883 erneuert. Eine Renovierung der Kirche fand 1992 statt. Der Altar stammt vom Ansbacher Bildhauer Franz Herterich. Das Deckenbild aus dem 19. Jahrhundert stammt von dem Weißenburger Maler Otto Schlagenhauser und zeigt die Verklärung Christi.

### Weitere Baudenkmäler
Das ehemalige Schulhaus ist ein zweigeschossiger Walmdachbau mit rundbogigen Fensterwänden in Sandstein aus dem Jahre 1840. Das Gasthaus von Oberhochstatt ist ein zweigeschossiges Baudenkmal mit Halbwalmdach aus der ersten Hälfte des 19. Jahrhunderts. Zu den Jurahäusern Oberhochstatts zählen das ehemalige, zweigeschossige, giebelständige Gasthaus an der Jurastraße mit Flachsatteldach aus dem Jahre 1882, sowie mehrere Wohn-, Klein- und Bauernhäuser mit meist relativ hohem Kniestock und flachem Legschieferdach aus dem 18. und 19. Jahrhundert mit den Adressen Jurastraße 9, Jurastraße 15, Jurastraße 17 und Im Tal 1. In der Dorfmitte befindet sich ein viereckiger Kilometerstein aus Kalkstein mit Beschriftung aus dem Jahr 1870.

## Vereine
- Der Fußballverein SSV Oberhochstatt 1959 e. V. wurde 1954 gegründet und ist mit ca. 400 Mitgliedern der größte Verein in Oberhochstatt[13]
- Heimatverein Oberhochstatt-Niederhofen-Kehl e. V. mit Sitz in Kehl
- Vogelverein f. Vogelschutz und Vogelpflege, Oberhochstatt und Umgebung
- Gesangverein Oberhochstatt 1873 e. V. ältester Verein der Altgemeinde Oberhochstatt
- Der Oberhochstatter Carnevalsverein (OCV) wurde 1964 gegründet.

## Sonstiges
Bei Oberhochstatt gibt es insgesamt vier Langlaufloipen mit Längen von 7 km, 9,5 km, 14 km und 17 km.
Durch den Ort führt der Deutsche Limes-Radweg. Er folgt dem Obergermanisch-Raetischen Limes über 818 km von Bad Hönningen am Rhein nach Regensburg an der Donau.
Oberhochstatt liegt am Limeswanderweg, einem Teilabschnitt des Deutschen Limes-Wanderwegs.

## Persönlichkeiten
- Heinrich Kern (1886–1967), Pfarrer, Stadtvikar in München, Rektor der Evangelischen Diakonissenanstalt Augsburg[15]
- Artur Auernhammer (* 1963), Politiker der CSU